# 1903 dans les chemins de fer
Chronologie des chemins de fer
1902 dans les chemins de fer - 1903 - 1904 dans les chemins de fer

## Évènements

### Janvier
- 31 janvier, France : mise en service de la ligne 2 du métro de Paris entre Anvers et Rue de Bagnolet (auj. Alexandre Dumas), la section entre Porte Dauphine et Anvers étant ouverte depuis 1900-1902[1].

### Avril
- 2 avril, France : mise en service de la dernière section de la ligne 2 du métro de Paris entre Rue de Bagnolet et Nation[1].

### Juin
- 3 juin, Irlande : ouverture de la Gare de Fintown.

### Août
- 10 août, France : catastrophe de la station Couronnes dans le métro de Paris : l'incendie d'une rame de métro fait 84 morts[1].

### Octobre

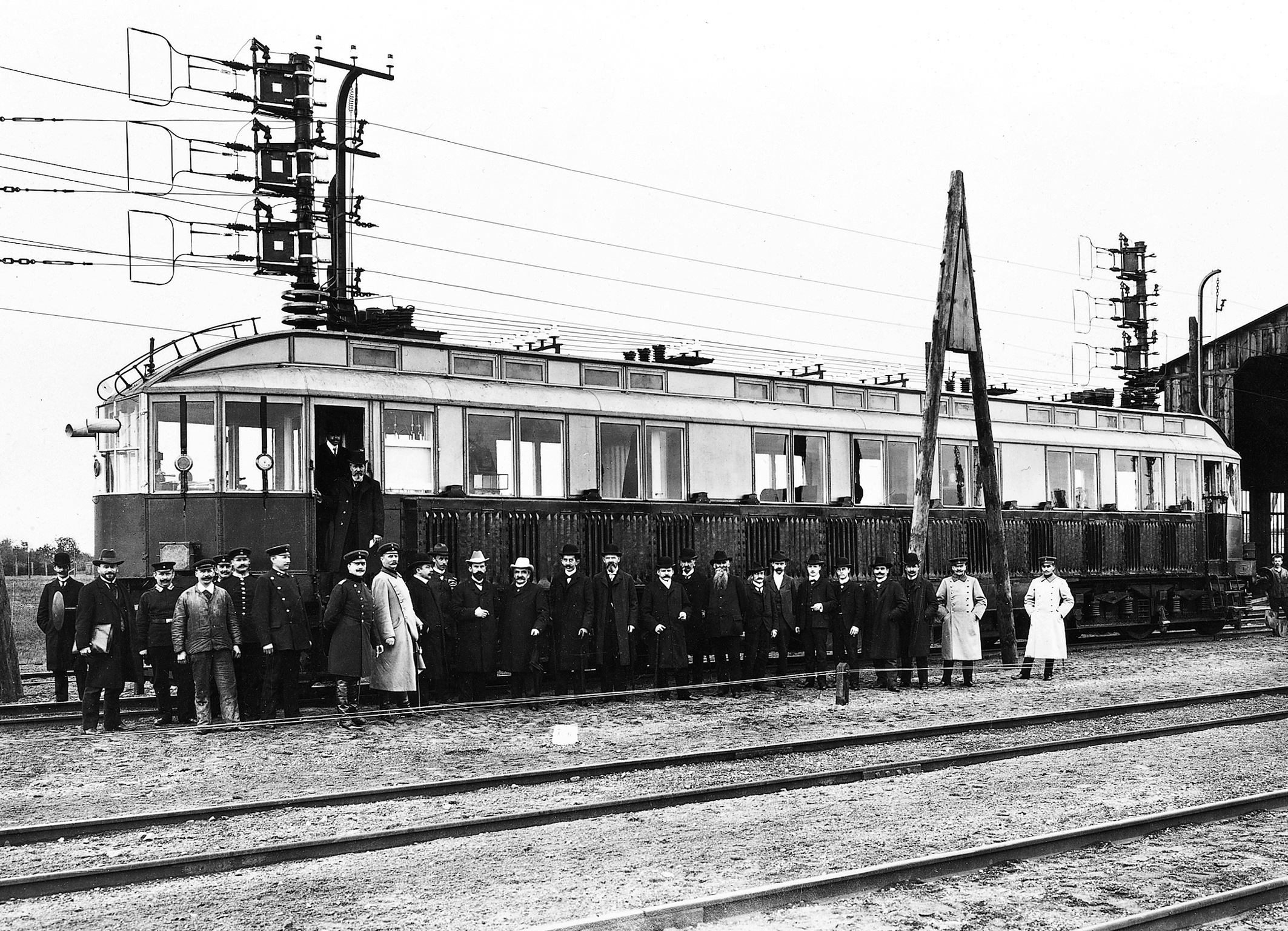
L'automotrice électrique Siemens bat le record du monde de vitesse.

- 2 octobre, France : mise en service de la ligne 5 du métro de Paris (aujourd'hui ligne 6) entre Trocadéro et Passy, la section entre Étoile et Trocadéro étant ouverte depuis 1900[1].
- 6 octobre, Allemagne : une automotrice électrique Siemens à courant triphasé atteint 213 km/h, record du monde en traction électrique, entre Marienfeld et Zossen (ligne expérimentale). Une autre automotrice, construite par AEG, atteignit 210 km/h le 28 octobre 1903.

### Novembre
- 22 novembre, France : ouverture[2] de la première section de Les Sorinières à Vieillevigne, de la ligne Les Sorinières - Rocheservière